# Водонапорная башня на Батарейной горе
Водонапорная башня на Батарейной горе — башня, построенная в 1930 году на территории Восточно-Выборгских укреплений. Инженерное сооружение в Центральном микрорайоне города Выборга, ранее выполнявшее функции городской водонапорной башни, включено в перечень памятников архитектуры.

## История

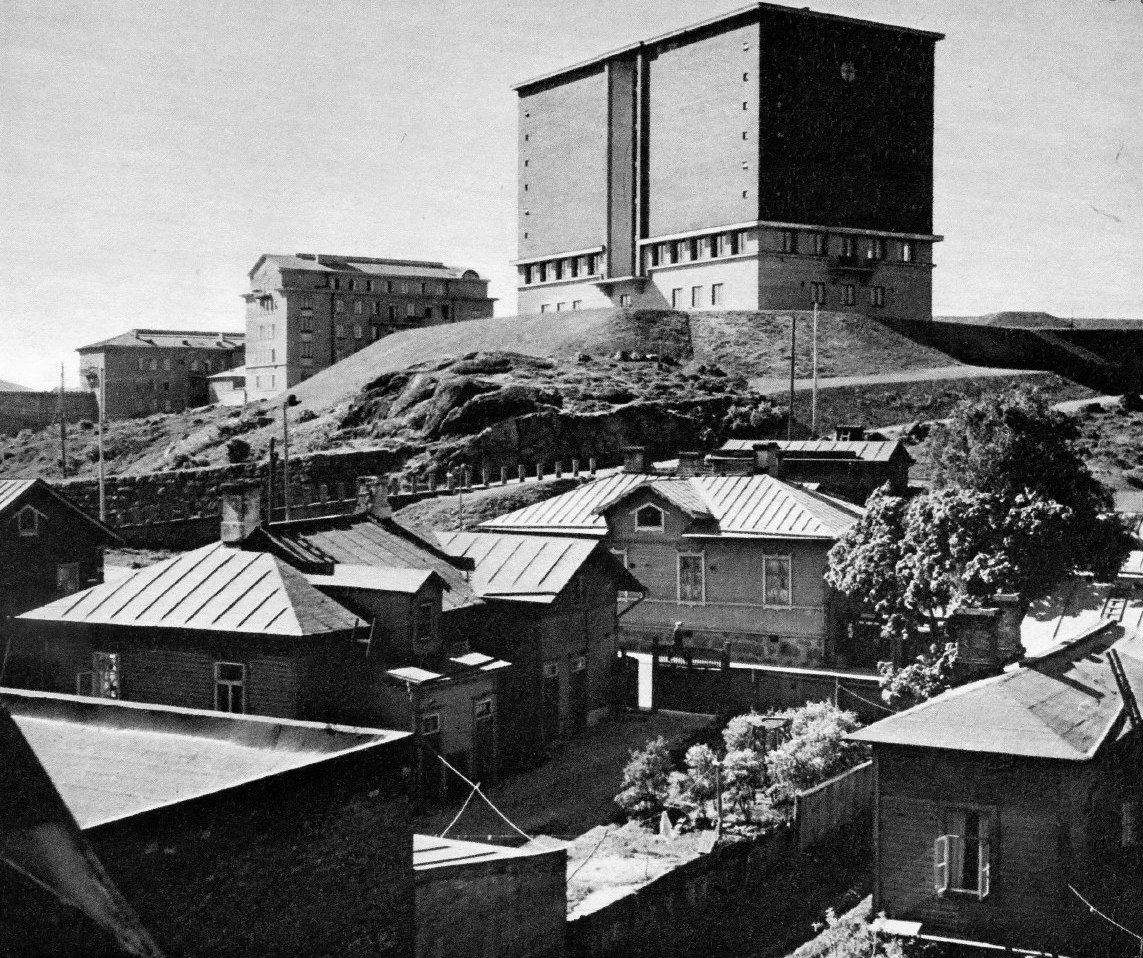
Довоенное фото башни

В связи с увеличением водопотребления в условиях массового жилищного строительства 1920-х годов выборгская водонапорная башня на горе Папуле перестала удовлетворять возросшие городские потребности в водоснабжении. Поэтому в 1930 году по проекту главного городского архитектора В. Кейнянена была построена новая водонапорная башня, вчетверо превосходившая старую по ёмкости резервуаров. Её возвели на месте срытой в 1929 году артиллерийской батареи Восточно-Выборгских укреплений.
Возведённое на Батарейной горе инженерное сооружение стало крупнейшей в Финляндии и одной из самых больших в Фенноскандии водонапорных башен. В ней на колоннах установлены два круглых железобетонных резервуара диаметром 15 метров (системы инженера О. А. Инце), сконструированные хельсинкским инженером Й. И. Пакаленом, ёмкостью по 2000 кубометров каждый. Днище напорных резервуаров находится на высоте 40,37 метров, а отметка верха воды — 49,71 метров. Собственно башня, представляющая собой краснокирпичное здание высотой 26 метров прямоугольной в плане формы, служит шатром для резервуаров, при строительстве которых использован принцип непрерывной подачи бетона — новейшая на тот период технология. Непрерывность была необходима для того, чтобы швы застывшего бетона не ослабили конструкцию. Поэтому заливка бетонных стен заняла восемь дней безостановочной работы.
Видное издалека внушительное сооружение в форме прямоугольного параллелепипеда с глухими фасадами из красного кирпича в верхней части и оконными проёмами в нижней — меньшей части стало одной из выборгских архитектурных доминант, придав особый колорит городскому пространству. Нижние два этажа занимали контора и диспетчерская службы выборгского городского водопровода.

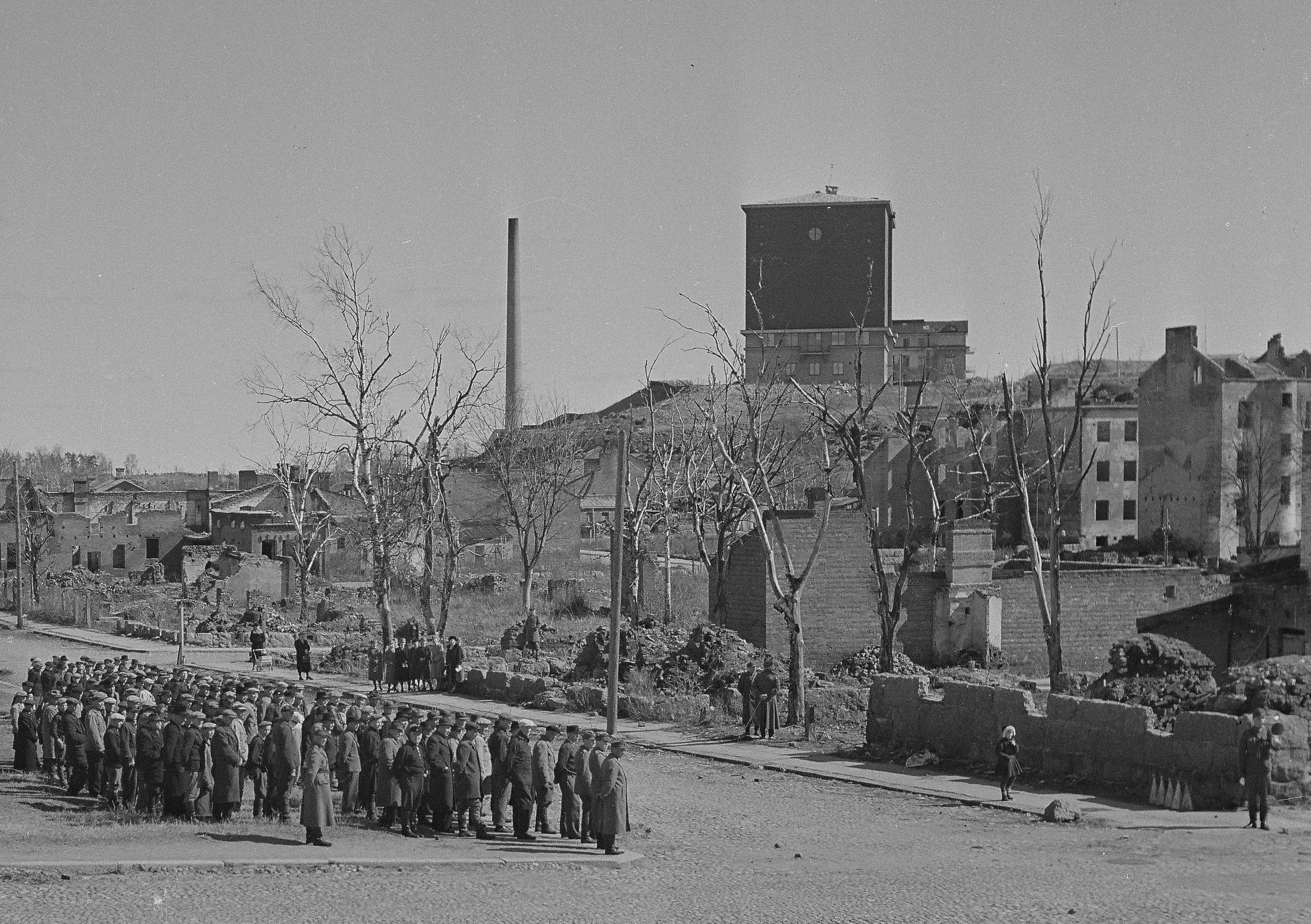
Башня в окружении разрушений военного времени

В ходе Советско-финляндской войны (1939—1940) городская водонапорная сеть была сильно повреждена, однако башня не была разрушена: отмечены лишь отдельные попадания (по всей вероятности, осколочные), не нарушившие цельность конструкции. Сравнительно мало затронула башню и Великая Отечественная война, хотя застройка расположенных у подножия горы городских кварталов была практически полностью уничтожена. Впоследствии оказалось, что в башне несколько десятилетий находились неразорвавшиеся боеприпасы военного времени: в 2014 году в ходе ремонтных работ в здании было обнаружено почти 90 килограммов тротила.
Система городского водоснабжения была коренным образом изменена в ходе восстановления Выборга после советско-финских войн (1939—1944), и здание водонапорной башни утратило функциональное значение, не успев устареть. Длительное время ему, так же как и инженерным сооружениям на Папуле и в Марковилле, не находилось применения. В 1990-х годах в нижнем ярусе башни размещались бар, сауна и магазин. Планируются реставрационные работы для приспособления здания под культурные цели.
По состоянию на 2020 год здание находится в частной собственности, его использование ограничено арендой мобильными операторами: на сооружении размещены антенны базовых станций Билайн и МегаФон, внутри здания находятся их аппаратные.